# Crocidura munissii
Crocidura munissii és una espècie d'eulipotifle de la família de les musaranyes. És endèmica de Tanzània. Té una llargada de cap a gropa de 75–106 mm, una cua de 66–95 mm i un pes de 9,5–19,5 g. Té el pelatge de color marró fosc. L'espècie fou anomenada en honor de Maiko J. Munissi, «en reconeixement de la seva contribució a la nostra comprensió de la història naturals dels mamífers montans de Tanzània».